# 厄罗石龙子属
厄罗石龙子属（学名：Eroticoscincus）是石龙子科下的一个属。

## 下属物种
本属包括以下物种：
- 厄罗石龙子 Eroticoscincus graciloides (Lönnberg & Andersson, 1913)